# Okay (Band)
Okay (oft auch O. K., OK oder OKAY! geschrieben) ist eine deutsche Popband, die vor allem in den 1980er Jahren aktiv war.

## Werdegang
Die Band wurde 1985 in Frankfurt am Main vom damals 16-jährigen Sänger Marcus Gabler gemeinsam mit dem Keyboarder Christian Berg zunächst unter dem Namen Couleur Trois gegründet. Couleur Trois eröffnete ihre Konzerte mit einer Collage verschiedener Sprachaufnahmen, die Marcus Gabler über einen Zeitraum von zwei Jahren sammelte. Im Alleingang erarbeitete er aus diesen Soundschnipseln im Frühjahr 1987 den Titel Okay!. Im Sommer 1987 veröffentlichte das Label WESTSIDEmusic (unter der von der Band ungeliebten Schreibweise O. K.) eine erste Version des Titels auf der Kompilation Best Beats III from Westside.
Am 1. Juni 1988 erreichte die Debütsingle Okay! Platz zwei in den deutschen Singlecharts. In der Musikmarkt-Single-Jahres-Bestseller-Liste für 1988 landete Okay! auf Platz 3 hinter Milli Vanillis Girl You Know It’s True und Ofra Hazas Im Nin’alu. Okay! war fünf Wochen lang auf Platz 2, neun Wochen in den Top 10, und 22 Wochen in den Top 100. Die Band erhielt eine Goldene Schallplatte für über 250.000 verkaufte Singles in Deutschland. Der Titel verwendet Samples von Kermit dem Frosch, Karl-Heinz Köpcke, Aktenzeichen XY, Eurovision Song Contest, Durchsagen und den Radiokommentar von Herbert Zimmermann beim Endspiel der Fußball-Weltmeisterschaft 1954 sowie eine Bundestagsrede von Anke Fuchs.
Im Mai 1988 erschien die zweite Single E-D-U-C-A-T-I-O-N. Sie wurde mit dem gleichen Team wie Okay! eingespielt. Grundlage des Titels bildeten diesmal Samples aus Sprachkursen und -kassetten.
Im Herbst 1989 folgte das Album Bang!, das die drei bisher veröffentlichten Singles und acht (bzw. als CD-Ausgabe zehn) weitere Lieder enthielt. Eingespielt wurde Bang! in einem Zeitraum von über acht Wochen in den Londoner Berwick Street Studios, Produzent war Rod Gammons. Es folgten weitere Veröffentlichungen in den Jahren 1990 und 1991.
1993 gründete Gabler einen Second-Hand-Musikhandel, den er 2008 um einen Musikverlag ergänzte. Im März 2008, 20 Jahre nach dem Charteinstieg von Okay!, kam die Band wieder für einen Auftritt auf dem Festival Kult der 80er in der Originalbesetzung zusammen.

## Mitglieder
- Marcus Gabler (* 7. Juli 1968), Gesang, Keyboards, Tonbänder
- Christian Berg (* 15. April 1965), Keyboards, Gesang
- Robin Otis (* 19. Mai 1965), Gesang
- Nikki Pfeil (* 8. April 1968), Schlagzeug, Gesang

## Diskografie

### Alben
- 1989: Bang!

### Singles
- 1987: Okay!
- 1988: E-D-U-C-A-T-I-O-N
- 1989: The Wild, Wild Western
- 1989: Champagne for the Boy
- 1990: 1.2.3.4. Une grande Affaire (feat. Valerie Vannobel)
- 1991: World of Illusion (Okay Meets Valerie Vannobel)